# Vanni Sartini
Vanni Sartini (Florencia, Italia, 14 de noviembre de 1976) es un entrenador de fútbol italiano. Actualmente está sin club.

## Primeros años
Sartini nació en Florencia, Italia, en una pareja de adolescentes; ambos padres tenían 17 años en el momento de su nacimiento. Inspirado por su padre, un futbolista semiprofesional que también trabajaba como archivero de fotografías para un periódico local, Sartini comenzó a jugar al fútbol como portero.
Continuó apareciendo regularmente en las ligas amateur italianas, mientras realizaba varios trabajos secundarios, incluso como representante de marketing para una empresa de software y como mensajero, con el fin de mantenerse económicamente.

## Carrera como entrenador

### Inicios
Después de retirarse de su carrera como jugador, Sartini comenzó su carrera como entrenador en 2008, cuando fue designado por A.S. Mezzana como entrenador. Pasó tres temporadas allí, antes de asumir el mismo papel en el club amateur Luco di Mugello.
Mientras tanto, en 2010 comenzó a trabajar para la Federación Italiana de Fútbol como instructor de entrenadores en el Centro Técnico Federal en Coverciano.
Durante su período, organizó una amplia variedad de cursos internacionales para entrenadores, centrándose en macroáreas como el fútbol femenino, la formación de entrenadores, el entrenamiento de porteros y el entrenamiento atlético. Al mismo tiempo, trabajó en el departamento de análisis de oposición para la sub-17, sub-19 y la sub-21.
Entre 2012 y 2015, Sartini también fue miembro del personal de Davide Nicola durante sus períodos de gestión en Livorno y Bari, sirviendo como analista de partidos en el primero y como entrenador asistente en el segundo.
Poco después de obtener sus propias insignias de entrenador, incluida una UEFA Pro Licence, en 2016 la Federación de Fútbol de los Estados Unidos le ofreció un trabajo a Sartini, donde dirigió el curso de entrenador de licencia profesional de fútbol de EE. UU. hasta 2018.

### Vancouver Whitecaps
El 1 de enero de 2019, Sartini se unió al Vancouver Whitecaps de la Major League Soccer, como entrenador asistente de Marc Dos Santos.
El 8 de septiembre de 2020, fue nombrado entrenadordel equipo Sub-23 del club, así como director de metodología de la Academia.
El 27 de agosto de 2021, Sartini asumió como entrenador interino del primer equipo de los Whitecaps, tras la destitución de Marc Dos Santos. El 29 de agosto, Sartini asumió por primera vez el cargo de entrenador de los Whitecaps en su partido de la liga contra el Real Salt Lake, que terminó con una victoria por 4-1 en BC Place. Con el equipo en la parte inferior de la tabla de la liga de la Conferencia Oeste en el momento de su nombramiento, Sartini logró siete victorias, cinco empates y dos derrotas hasta el final de la temporada regular. Acumuló una cantidad total de 26 puntos en 14 partidos y ayudando al club a clasificarse para las Playoffs, aunque el equipo finalmente perdió ante el Sporting Kansas City en la primera ronda.
El 30 de noviembre de 2021, Whitecaps anunció que Sartini se convertiría oficialmente en el nuevo entrenador del club, habiendo firmado un contrato hasta la temporada 2023. El 26 de julio de 2022, el entrenador italiano ganó el primer trofeo de su carrera cuando Whitecaps ganó el Campeonato Canadiense, luego de una victoria por 5-3 en los penales ante el Toronto FC.
El 26 de septiembre de 2024, llevó a los Whitecaps a la victoria de su tercer título consecutivo del Campeonato Canadiense, luego de una victoria por 4-2 en los penaltis sobre el Toronto FC en el partido final.Sin embargo, el 25 de noviembre, el club anunció su salida del cargo.

## Clubes

### Como entrenador
| Club                       | País   | Año       |
| -------------------------- | ------ | --------- |
| A.S. Mezzana               | Italia | 2008-2011 |
| Luco di Mugello            | Italia | 2011-2012 |
| Vancouver Whitecaps Sub-23 | Canadá | 2021      |
| Vancouver Whitecaps        | Canadá | 2021-2024 |

## Palmarés

### Como entrenador

#### Campeonatos nacionales
| Título                | Club                | País   | Año  |
| --------------------- | ------------------- | ------ | ---- |
| Campeonato Canadiense | Vancouver Whitecaps | Canadá | 2022 |
| Campeonato Canadiense | Vancouver Whitecaps | Canadá | 2023 |
| Campeonato Canadiense | Vancouver Whitecaps | Canadá | 2024 |